# Regionalratswahlen in Namibia 2015
Die Regionalratswahlen in Namibia 2015 fanden am 27. November 2015 parallel zu den Kommunalwahlen statt. Am 23. November 2015 wurde ein Sonderwahltag für Polizisten, Wahlhelfer und Personen zur See abgehalten.
Der 27. November wurde am 24. November von Staatspräsident Hage Geingob zu einem offiziellen Feiertag erklärt.

## Wählerregistrierung
Die Registrierung der Wähler fand zwischen dem 15. Januar und 2. März 2014 statt. Hierfür standen knapp 3000 mobile und stationäre Registrierungsstellen zur Verfügung. Die Wählerliste wurde, nachdem es einige Beschwerden gegeben hatte, bis Mitte Juni 2014 erarbeitet. Eine Nachregistrierung fand im September 2014 statt. Insgesamt wurden 1.241.194 Wähler zugelassen. Zur Registrierung ist der Nachweis des Aufenthaltes in einem bestimmten Regionen seit mindestens 12 Monaten notwendig.

## Wahlergebnis
Bereits über einen Monat vor den Wahlen, standen am 20. Oktober 2015 in 26 der 121 Wahlkreise auf regionaler Ebene bereits die Sieger fest, da es keine Gegenkandidaten gab.
Die SWAPO konnte ihr bestes Ergebnis bei den Regionalratswahlen seit Unabhängigkeit erreichen. Alle 14 Regionen von Namibia werden bis 2020 von der SWAPO alleine regiert. In neun Regionen ist keine andere Partei im Regionalrat vertreten. Nur in den Regionen Erongo, Hardap, Kunene, Omaheke und Otjozondjupa konnte Oppositionsparteien beziehungsweise ein unabhängiger Kandidat (Omaheke) insgesamt neun Sitze erringen. Insgesamt erhielt die SWAPO 112 Sitze in Regionalräten, gegenüber 98 vor fünf Jahren. Die Oppositionsparteien gemeinsam kamen auf neun Sitze.
Großer Verlierer der Wahl ist die UDF, die die Mehrheit im Regionalrat von Kunene verlor und keinen Sitz mehr gewinnen konnte.
Die Wahlbeteiligung lag bei 36,6 Prozent.